# Hypnum orthothecioides
Hypnum orthothecioides là một loài Rêu trong họ Hypnaceae. Loài này được (Lindb.) Paris mô tả khoa học đầu tiên năm 1904.